# Van Lidth de Jeude (geslacht)

Wapen van de familie van Lidth de Jeude

Van Lidth de Jeude is een uit Driel afkomstige familie waarvan een tak vanaf 1856 tot de Belgische adel en takken sinds 1911 tot de Nederlandse adel behoren.
De stamreeks begint met Jan Saersz de alde die te Driel woonde en daar tussen 1541 en 1544 overleed. Vervolgens bekleedden leden van het geslacht generaties lang bestuursfuncties in Tiel, van de 17e tot in de 20e eeuw.
In 1785 trouwde de in het Nederlandse Dongen geboren nazaat Petrus Cornelius Josephus van Lidth de Jeude (1759-1816) met de Antwerpse Magdalena Theresia Barbara Bauduin (1760-1839); hij was grootaalmoezenier van Antwerpen. Zij kregen negen kinderen, van wie twee zonen in 1856 erkenning in de Belgische adel verkregen waarmee zij de stamvaders van de Belgische adellijke takken werden.

## Nederlands geslacht
Tussen 1911 en 1927 werden verschillende leden van het geslacht verheven in de Nederlandse adel. In 1919 en 1973 werd het geslacht, inclusief de niet tot de adel behorende familieleden, opgenomen in het Nederland's Patriciaat.

### Enkele Nederlandse telgen
- Prof. dr. Theodoor Gerard van Lidth de Jeude (1788-1863), Nederlandse zoöloog, rector magnificus en onder meer eigenaar van een park en museum
- Jhr. ir. Otto Cornelis Adriaan van Lidth de Jeude (1881-1952), Nederlandse waterbouwkundige en minister
- Elisabeth van Lidth de Jeude-van Welij (1919-2005), Nederlands lokaal politicus
- Jhr. drs. James van Lidth de Jeude (1945), Nederlandse burgemeester
- Jhr. Erland van Lidth (de Jeude) (1954-1987), Amerikaanse acteur, worstelaar en operazanger
- Jkvr. Emma Elisabeth Petronella van Lidth de Jeude (1897-1990), actrice, bekender onder haar artiestennaam Emmy van Swoll.

## Belgisch geslacht
Pieter-Cornelius van Lidth de Jeude en Madeleine Bauduin, hadden twee zoons, Joseph en Jean (hierna), die in 1856 erkend werden in de Belgische erfelijke adel.
- Joseph Jean Pierre François van Lidth de Jeude (Antwerpen, 22 november 1794 - 4 maart 1883), trouwde in 1822 in Antwerpen met Marie-Françoise Goyvaerts (1801-1865).
  - Constantin gezegd Constant van Lidth de Jeude (1828-1876) trouwde in Leuven in 1852 met Reine Van Brussel (1827-1914).
    - Arthur van Lidth de Jeude (1853-1942) trouwde in 1880 met Caroline Strommingers (1858-1886) en in 1900 met Julie De Wilde (1855-1939). Hij had slechts een dochter en deze tak doofde uit.
    - Maurice van Lidth de Jeude (1859-1931) trouwde met Louise Van Severen (1860-1929). Het echtpaar had twee dochters en deze tak doofde uit.
    - Octave van Lidth de Jeude (1861-1961), ondervoorzitter bij de rechtbank van koophandel in Antwerpen, trouwde met Hélène Bossuyt (1874-1954).
      - George van Lidth de Jeude (1904-1988), volksvertegenwoordiger, trouwde in Antwerpen in 1938 met Reine Theux (1905-1981). Met afstammelingen tot heden.
- Jean François Antoine Joseph van Lidth de Jeude (Antwerpen, 3 mei 1805 - 14 december 1873) trouwde in 1835 met Maria-Rosalinda Mojana (1792-1839) en in 1841 met Désirée van Dun (1820-1904).
  - Florentin van Lidth de Jeude (1842-1894) trouwde in Antwerpen in 1868 met Marie-Justine Liebrechts (1848-1877) en opnieuw in 1879 met Marie-Louise Van de Zanden (1858-1929). Ze kregen tien kinderen.
    - René van Lidth de Jeude (1891-1944) trouwde in Antwerpen in 1926 met Maria Biart (1896-1986), met acht kinderen en afstammelingen tot heden.
      - Jean van Lidth de Jeude (1928-2020) trouwde in 1968 in Antwerpen met Myriam Naulaerts (° 1945).
        - Henri van Lidth de Jeude (1973), trouwde in 2010 met Leila gravin de Marchant et d'Ansembourg (1976), kasteelvrouwe van kasteel Amstenrade.